# 查爾斯·斯特萊特
查尔斯·珀金斯斯特莱特（1878年2月27日—1956年10月18日）是一位美國發明家，以發明彈出式烤麵包機而聞名。他於1921年10月18日獲得美國專利號1,394,450，該專利涉及彈出式烤麵包機。隨後，斯崔特成立了Waters Genter公司，並於1926年將彈出式烤麵包機推向市場。 

## 經歷
查爾斯·斯特萊特於1879年2月27日出生在卡迪夫。第一次世界大戰期間，他在明尼蘇達斯蒂爾沃特的一家製造廠工作，在那裡他注意到自助餐廳常常供應燒焦的吐司。當時雖然已有電烤麵包機，但它們必須時刻盯著，以免吐司被燒焦，而且一次只能烤一面的麵包。
1919年，斯特莱特開始研發他的烤麵包機，並於1921年取得專利，這項發明解決了上述兩個缺點。該烤麵包機在吐司的兩側都裝有加熱元件，並利用一個彈簧在烤好時使吐司「彈出」。
斯特萊特很快成立了Waters Genter公司，並開始將他的烤麵包機——被稱為“Toastmaster”——銷售給餐廳。1926年，該公司開始銷售面向消費者的版本。這款重新設計的烤麵包機配備了一個槓桿，可調節吐司的烤焦程度。到了1930年，每年銷售的烤麵包機數量已超過一百萬台，而到了1960年代，烤麵包機已成為美國家庭的標準家用電器。斯崔特的公司後來發展成為Toastmaster, Inc.，推出了六種不同的消費者版本，並取得了持久的成功。該公司至今仍生產各種廚房電器。 

## 外部鏈接
- 美国专利商标局关于查尔斯·斯特莱特的笔记的存檔，存档日期2009-05-11.